# پریش تربون (لوئیزیانا)
تربون پریش (به انگلیسی: Terrebonne Parish) یک قصبه در ایالات متحده آمریکا است که در لوئیزیانا واقع شده‌است.

## خصوصیات
تربون پریش ۵٬۳۸۷٫۲۱ کیلومترمربع مساحت دارد.